# Sportkanal

Logo des Sportkanals

Der Sportkanal war ein paneuropäischer Sportsender des The European Sports Networks (TESN) und Konkurrent des ebenfalls paneuropäischen Senders Eurosport. In Frankreich war er als TV Sport, in Großbritannien als Screensport und in den Niederlanden als Sportnet bekannt.

## Geschichte
Im Jahre 1984 ging der Sportkanal als Screensport im britischen Manchester auf Sendung und wurde 1987 von WH Smith Television erworben. Später wurde Screensport offiziell in The European Sports Network umbenannt, aber als Marke Screensport fortgeführt. WHSTV war mit 75 Prozent Hauptanteilseigner, ESPN hielt 25 Prozent der Anteile des Senders. Damit war der Sportkanal ein Schwestersender des paneuropäischen englischsprachigen Fernsehkanals Lifestyle, dessen Hauptgesellschafter ebenfalls die britische WHSTV war. Lifestyle stellte unmittelbar vor dem Sportkanal, am 24. Januar 1993, seinen Sendebetrieb ein.
Zunächst wurde Screensport auf einen Low-Power-Satelliten aufgeschaltet, damit das Programm in Kabelnetze eingespeist werden konnte. Mit der Aufschaltung auf Astra 1A im März 1989 begann das paneuropäische Programm, das in den vier Sprachen Deutsch, Englisch, Französisch und Niederländisch ausgestrahlt wurde. Gleichzeitig zog der Sender nach London um.
Im selben Jahr klagte der Sportkanal vor der Kommission der Europäischen Gemeinschaft gegen Eurosport, da er sich bei der Lizenzvergabe für große Sportübertragungen durch die EBU, die an Eurosport beteiligt war, benachteiligt fühlte. Ergebnis war, dass die EBU Eurosport über einen Zeitraum von fünf Jahren nicht bevorteilen durfte, doch die 24-Stunden-Ausstrahlung der Olympischen Winterspiele 1992 durch Eurosport, dessen alleiniger Gesellschafter seit 1991 TF1 ist, machte das Urteil zunichte.
Am 13. Januar 1993 fusionierte der Sportkanal mit Eurosport, um den kostspieligen lizenzrechtlichen Streitereien vor Gericht zu entgehen. Das Programm werde, so einigte man sich, unter dem Namen Eurosport – The European Sports Network weitergeführt. Zudem kam hinzu, dass man mit dem DSF, das am 1. Januar 1993 startete, einen weiteren Konkurrenten bekommen hatte.
Der Sendebetrieb des Sportkanals sollte ursprünglich zum 28. Februar 1993 eingestellt werden, jedoch wurde dieser über den Satelliten Astra 1A tatsächlich erst mit Ablauf des 5. März 1993 beendet. Am Morgen des 6. März 1993 übernahm der neugestartete deutsche Fernsehsender RTL II den Astra-Satellitenplatz vom Sportkanal.

## Programm
Der Sportkanal sendete an den Wochenenden rund um die Uhr, in der Woche in der Regel von 08:00 Uhr bis 02:00 Uhr in Liveübertragungen und über sonstige Sporthöhepunkte 
Der Sportkanal zeigte teils Direktübertragungen, teils Aufzeichnungen, vor allem von den Sportarten Fußball (weltweit alle Ligen), Basketball (NBA, BBL), American Football, Baseball (MLB), Eishockey (NHL), Tennis, Boxen und Snooker.

## Empfang
Der Sportkanal konnte ab 1989 in den vier Sprachversionen via Astra 1A (19,2° Ost) auf Transponder 1, 11.214 GHz horizontal unverschlüsselt in PAL empfangen werden. Über Eutelsat II-F1 (13° Ost) wurde die französische Version TV Sport über Transponder 46, 12.584 GHz vertikal, übertragen, ebenso in unverschlüsseltem PAL.